# Bennelong Swisswellness
Das Bennelong Swisswellness war ein australisches Radsportteam im Straßenradsport mit Sitz in Moonah.

## Geschichte
Die Mannschaft wurde 2000 unter dem Namen Praties gegründet und besaß seit 2008 ein UCI-Lizenz als Continental Team. Der Sitz war Tasmanien. Der Sponsor Praties war eine tasmanische Restaurantkette. Von 2010 bis 2013 war das australische Finanzunternehmen Genesys Wealth Advisers Sponsor. Manager war Andrew Christie-Johnston, der von dem Sportlichen Leiter Steve Price unterstützt wurde. Ausgestattet wurde das Team von dem australischen Fahrradhersteller Malvern Star mit der Teamausgabe des Rennrads Oppy C7.
Die Mannschaft nahm unter anderem an den Rennen Tour of Qinghai Lake, Tour de Taiwan und der Herald Sun Tour teil. Der bekannteste Fahrer der Mannschaft war Richie Porte.

## Saison 2018

### Erfolge in der UCI Asia Tour
In der Saison 2018 gelangen dem Team nachstehende Erfolge in der UCI Asia Tour.
| Datum         | Rennen                        | Kat. | Sieger           |
| ------------- | ----------------------------- | ---- | ---------------- |
| 2. Juni       | 4. Etappe Tour de Korea       | 2.1  | Joseph Cooper    |
| 17. September | Prolog Tour of China II (EZF) | 2.1  | Anthony Giacoppo |
| 19. September | 2. Etappe Tour of China II    | 2.1  | Anthony Giacoppo |
| 5. November   | 9. Etappe Tour of Hainan      | 2.HC | Joseph Cooper    |

### Erfolge in der UCI Oceania Tour
In der Saison 2018 gelangen dem Team nachstehende Erfolge in der UCI Oceania Tour.
| Datum      | Rennen                            | Kat. | Sieger    |
| ---------- | --------------------------------- | ---- | --------- |
| 4. Februar | 4. Etappe Herald Sun Tour         | 2.1  | Sam Crome |
|            | Teamwertung UCI Oceania Tour 2018 |      |           |

## Saison 2017

### Erfolge in der UCI Asia Tour
In der Saison 2017 gelangen dem Team nachstehende Erfolge in der UCI Asia Tour.
| Datum         | Rennen                          | Kat. | Sieger           |
| ------------- | ------------------------------- | ---- | ---------------- |
| 22. Februar   | 1. Etappe Tour de Langkawi      | 2.HC | Scott Sunderland |
| 16. Juni      | 3. Etappe Tour de Korea         | 2.1  | Scott Sunderland |
| 14. September | 3. Etappe Tour of China I       | 2.1  | Joseph Cooper    |
| 15. September | 4. Etappe Tour of China I (EZF) | 2.1  | Joseph Cooper    |
| 20. September | 2. Etappe Tour of China II      | 2.1  | Scott Sunderland |

### Erfolge in der UCI Oceania Tour
In der Saison 2017 gelangen dem Team nachstehende Erfolge in der UCI Oceania Tour.
| Datum          | Rennen                                  | Kat. | Sieger        |
| -------------- | --------------------------------------- | ---- | ------------- |
| 22. Januar     | 1. Etappe New Zealand Cycle Classic     | 2.2  | Timothy Roe   |
| 23. Januar     | 2. Etappe New Zealand Cycle Classic     | 2.2  | Sam Crome     |
| 22.–26. Januar | Gesamtwertung New Zealand Cycle Classic | 2.2  | Joseph Cooper |

### Erfolge in der UCI Europe Tour
In der Saison 2017 gelangen dem Team nachstehende Erfolge in der UCI Europe Tour.
| Datum    | Rennen                       | Kat. | Sieger           |
| -------- | ---------------------------- | ---- | ---------------- |
| 27. Juni | Prolog Tour de Hongrie (EZF) | 2.2  | Scott Sunderland |
| 2. Juli  | 5. Etappe Tour de Hongrie    | 2.2  | Scott Sunderland |

### Erfolge in den Nationalen Straßen-Radsportmeisterschaften
In den Rennen der Nationalen Straßen-Radsportmeisterschaften 2017 konnte das Team nachstehende Titel erringen.
| Datum     | Rennen                                        | Sieger        |
| --------- | --------------------------------------------- | ------------- |
| 8. Januar | Neuseeländische Meisterschaft – Straßenrennen | Joseph Cooper |

### Mannschaft
| Teamkader 2017                      | Teamkader 2017     | Teamkader 2017 | Teamkader 2017                     |
| Name                                | Geburtsdatum       | Land           | Vorheriges Team                    |
| ----------------------------------- | ------------------ | -------------- | ---------------------------------- |
| Cameron Bayly                       | 11. Oktober 1990   | Australien     | Attaque Team Gusto (2016)          |
| Scott Bowden                        | 4. April 1995      | Australien     |                                    |
| Jeremy Cameron                      | 21. März 1993      | Australien     |                                    |
| Joseph Cooper                       | 27. Dezember 1985  | Neuseeland     | PureBlack Racing (2012)            |
| Sam Crome                           | 16. Dezember 1993  | Australien     |                                    |
| Nathan Elliott                      | 15. Dezember 1990  | Australien     | Kenyan Riders Downunder (2016)     |
| Michael Freiberg (7. Apr.–31. Dez.) | 10. Oktober 1990   | Australien     |                                    |
| Anthony Giacoppo                    | 13. Mai 1986       | Australien     |                                    |
| Chris Harper                        | 23. November 1994  | Australien     | State of Matter MAAP (2016)        |
| Robbie Hucker                       | 13. März 1990      | Australien     | Drapac Professional Cycling (2015) |
| Sean Lake                           | 6. Dezember 1991   | Australien     | African Wildlife Safaris (2015)    |
| Patrick Lane                        | 29. August 1991    | Australien     | African Wildlife Safaris (2015)    |
| Jason Lea                           | 25. Juni 1996      | Australien     |                                    |
| Timothy Roe                         | 28. Oktober 1989   | Australien     | Drapac Professional Cycling (2016) |
| Scott Sunderland                    | 28. November 1966  | Australien     | Alessio-Bianchi (2004)             |
| Neil Van der Ploeg                  | 23. September 1987 | Australien     |                                    |
| Jesse Kerrison (1. Jan.–31. Mai)    | 3. April 1994      | Australien     | State of Matter MAAP (2016)        |
|                                     |                    |                |                                    |
| Quelle: UCI                         |                    |                |                                    |

## Platzierungen in UCI-Ranglisten
UCI Asia Tour
| Saison | Mannschaftswertung | Fahrerwertung            |
| ------ | ------------------ | ------------------------ |
| 2009   | 46.                | Richie Porte (191.)      |
| 2010   | 26.                | Joel Pearson (70.)       |
| 2011   | 63.                | Anthony Giacoppo (322.)  |
| 2012   | 9.                 | Anthony Giacoppo (30.)   |
| 2013   | 14.                | Nathan Earle (24.)       |
| 2014   | 21.                | Neil Van der Ploeg (43.) |
| 2015   | 9.                 | Patrick Bevin (8.)       |
| 2016   | 8.                 | Robbie Hucker (51.)      |

UCI Europe Tour
| Saison | Mannschaftswertung | Fahrerwertung             |
| ------ | ------------------ | ------------------------- |
| 2009   | 88.                | Richie Porte (207.)       |
| 2010   | -                  | -                         |
| 2011   | 110.               | Nathan Earle (987.)       |
| 2012   | -                  | -                         |
| 2013   | 96.                | Campbell Flakemore (230.) |
| 2014   | 83.                | Jack Haig (270.)          |
| 2015   | 126.               | Jason Christie (964.)     |
| 2016   | 100.               | Anthony Giacoppo (654.)   |

UCI Oceania Tour
| Saison | Mannschaftswertung | Fahrerwertung            |
| ------ | ------------------ | ------------------------ |
| 2008   | 7.                 | Richie Porte (14.)       |
| 2009   | 5.                 | Richie Porte (16.)       |
| 2010   | 16.                | William Clarke (41.)     |
| 2011   | 2.                 | Nathan Haas (2.)         |
| 2012   | 5.                 | Campbell Flakemore (12.) |
| 2013   | 1.                 | Nathan Earle (2.)        |
| 2014   | 1.                 | Brenton Jones (3.)       |
| 2015   | 1.                 | Taylor Gunman (1.)       |
| 2016   | 1.                 | Sean Lake (11.)          |

## Saisons
- Avanti Isowhey Sport/Saison 2016
- Avanti Racing Team/Saison 2015
- Avanti Racing Team/Saison 2014
- Huon Salmon-Genesys Wealth Advisers/Saison 2013
- Genesys Wealth Advisers/Saison 2012
- Genesys Wealth Advisers/Saison 2011